# Peter Altmaier
Peter Altmaier (* 18. června 1958 Ensdorf) je německý politik, člen Křesťanskodemokratické unie (CDU).
Od května 2012 do prosince 2013 působil ve druhé vládě Angely Merkelové ve funkci federálního ministra pro životní prostředí, ochranu přírody a bezpečnost reaktorů.
Od prosince 2013 do března 2018 zastával funkci ministra při úřadu kancléřky ve třetí vládě Angely Merkelové (předseda úřadu kancléře/kancléřky může být jmenován i tzv. ministrem pro zvláštní úkoly).
V letech 2017 - 2018 vykonával po zvolení Wolfganga Schäuble předsedou spolkového sněmu půl roku i funkci ministra financí.
Před federálními volbami na podzim 2017 měl za úkol dohlížet na volební program CDU.
Od roku 2018 do roku 2021 vykonával úřad spolkového ministra pro hospodářství a energii.
Byl jedním z nejbližších spolupracovníků kancléřky Merkelové a jeden z mála politiků, kteří si s ní tykají.